# Eureka (Califórnia)
Eureka é uma cidade localizada no estado americano da Califórnia, no condado de Humboldt, do qual é sede. Foi fundada em 13 de maio de 1850 e incorporada em 18 de abril de 1856.

## Geografia
De acordo com o United States Census Bureau, a cidade tem uma área de 37,4 km², onde 24,3 km² estão cobertos por terra e 13,1 km² por água.

### Localidades na vizinhança
O diagrama seguinte representa as localidades num raio de 16 km ao redor de Eureka.

## Demografia
Segundo o censo nacional de 2010, a sua população é de 27 191 habitantes e sua densidade populacional é de 1 119,24 hab/km². É a cidade mais populosa e também a mais densamente povoada do condado de Humboldt. Possui 11 891 residências, que resulta em uma densidade de 489,46 residências/km².

## Lista de marcos
A relação a seguir lista as entradas do Registro Nacional de Lugares Históricos em Eureka. Aquelas marcadas com ‡ também são um Marco Histórico Nacional.
- Bank of Eureka Building
- Carnegie Free Library
- D. C. McDonald Building
- E. Janssen Building
- Eureka Historic District
- Eureka Inn
- Eureka Theatre
- First and F Street Building
- George McFarlan House
- Gunther Island Site 67‡
- Humboldt Bay Woolen Mill
- John A. Cottrell House
- Magdalena Zanone House
- Odd Fellows Hall
- Simpson-Vance House
- Sweasey Theater-Loew's State Theater
- Thomas F. Ricks House
- Tsahpek
- U.S. Post Office and Courthouse
- Washington School
- William S. Clark House